# Silvialite
La silvialite è un minerale appartenente al gruppo della scapolite, affine alla meionite ed alla marialite.

## Etimologia
Il nome è in onore di Silvia Hillebrand, figlia del mineralogista austriaco Gustav Tschermak von Seysenegg (1836-1927) che fu il primo, nel 1914, a suggerire l'ipotetica esistenza di un SO4 analogo della meionite.